# Pherallodus indicus
Pherallodus indicus (Weber, 1913) è un pesce di acqua salata appartenente alla famiglia Gobiesocidae.

## Distribuzione e habitat
Proviene dalle barriere coralline dell'oceano Pacifico.

## Descrizione
Presenta un corpo molto sottile e allungato, con la testa dal profilo appuntito. La lunghezza massima registrata è di 3,0 cm.
La colorazione è di un rosso molto scuro, quasi marrone o violaceo, con molte striature bianche irregolari, soprattutto sul dorso. Le pinne non sono particolarmente ampie.

## Biologia
Vive associato a due specie di ricci, Heterocentrotus trigonarius e Stomopneustes variolaris.